# 中華民國102年全國運動會游泳比賽
中華民國102年全國運動會游泳比賽會於2013年10月20日至10月23日在臺北市立大學天母校區詩欣館B1游泳池中舉行。

## 比賽項目
本屆游泳比賽設有三十八個比賽項目，包括：
- 男子自由式：50公尺、100公尺、200公尺、400公尺、1500公尺
- 女子自由式：50公尺、100公尺、200公尺、400公尺、800公尺
- 男子蛙式：50公尺、100公尺、200公尺
- 女子蛙式：50公尺、100公尺、200公尺
- 男子仰式：50公尺、100公尺、200公尺
- 女子仰式：50公尺、100公尺、200公尺
- 男子蝶式：50公尺、100公尺、200公尺
- 女子蝶式：50公尺、100公尺、200公尺
- 男子混合式：200公尺、400公尺
- 女子混合式：200公尺、400公尺
- 男子自由式接力：4×100公尺、4×200公尺
- 女子自由式接力：4×100公尺、4×200公尺
- 男子混合式接力：4×100公尺
- 女子混合式接力：4×100公尺

## 賽制
所有游泳比賽分為預賽與決賽，各個項目會有8位選手晉級決賽，決賽時選手因故不到依成績排名遞補。

### 個人游泳項目
本屆賽事對個人單項設定標準資格，其參賽標準如下表：
| 男子項目           | 男子項目 | 女子項目          | 女子項目 |
| 項目               | 參賽標準 | 項目              | 參賽標準 |
| ------------------ | -------- | ----------------- | -------- |
| 男子50公尺自由式   | 27.00    | 女子50公尺自由式  | 31.00    |
| 男子100公尺自由式  | 1:01.00  | 女子100公尺自由式 | 1:07.00  |
| 男子200公尺自由式  | 2:16.00  | 女子200公尺自由式 | 2:25.00  |
| 男子400公尺自由式  | 4:50.00  | 女子400公尺自由式 | 5:04.00  |
| -                  | -        | 女子800公尺自由式 | 10:20.00 |
| 男子1500公尺自由式 | 18:15.00 | -                 | -        |
| 男子50公尺蛙式     | 34.00    | 女子50公尺蛙式    | 39.00    |
| 男子100公尺蛙式    | 1:17.00  | 女子100公尺蛙式   | 1:27.00  |
| 男子200公尺蛙式    | 2:48.00  | 女子200公尺蛙式   | 3:08.00  |
| 男子50公尺仰式     | 32.00    | 女子50公尺仰式    | 36.00    |
| 男子100公尺仰式    | 1:13.00  | 女子100公尺仰式   | 1:25.00  |
| 男子200公尺仰式    | 2:38.00  | 女子200公尺仰式   | 2:48.00  |
| 男子50公尺蝶式     | 29.00    | 女子50公尺蝶式    | 33.00    |
| 男子100公尺蝶式    | 1:08.00  | 女子100公尺蝶式   | 1:15.00  |
| 男子200公尺蝶式    | 2:28.00  | 女子200公尺蝶式   | 2:45.00  |
| 男子200公尺混合式  | 2:29.00  | 女子200公尺混合式 | 2:46.00  |
| 男子400公尺混合式  | 5:08.00  | 女子400公尺混合式 | 5:50.00  |

## 獎牌榜
| 排名 | 縣市   | 金牌 | 银牌 | 铜牌 | 總數 |
| ---- | ------ | ---- | ---- | ---- | ---- |
| 1    | 臺北市 | 13   | 13   | 6    | 32   |
| 2    | 高雄市 | 13   | 9    | 9    | 31   |
| 3    | 臺中市 | 5    | 4    | 7    | 16   |
| 4    | 新北市 | 4    | 5    | 3    | 12   |
| 5    | 新竹市 | 2    | 3    | 3    | 8    |
| 6    | 基隆市 | 1    | 2    | 2    | 5    |
| 7    | 彰化縣 | 1    | 1    | 2    | 4    |
| 8    | 臺南市 | 0    | 2    | 2    | 4    |
| 9    | 桃園縣 | 0    | 0    | 1    | 1    |
| 9    | 花蓮縣 | 0    | 0    | 1    | 1    |
| 總計 | 總計   | 39   | 39   | 36   | 114  |

## 各項成績

### 男子
| 項目                         | 金牌                                   | 金牌                  | 银牌                                   | 银牌     | 铜牌                                   | 铜牌     |
| 50公尺自由式 （詳細）        | 張國基 （臺北市）                      | 23.01 破大會          | 吳浚鋒 （彰化縣） 王郁濂 （高雄市）    | 23.33    |                                        |          |
| 100公尺自由式 （詳細）       | 王郁濂 （高雄市）                      | 50.86                 | 林建良 （臺北市） 張國基 （臺北市）    | 51.37    |                                        |          |
| 200公尺自由式 （詳細）       | 王郁濂 （高雄市）                      | 1:51.18 破大會        | 黃硯歆 （臺南市）                      | 1:51.50  | 曾昱誠 （高雄市）                      | 1:54.90  |
| 400公尺自由式 （詳細）       | 王郁濂 （高雄市）                      | 4:03.77               | 許哲維 （新竹市）                      | 4:04.26  | 許哲毓 （新竹市）                      | 4:04.41  |
| 1500公尺自由式 （詳細）      | 許哲毓 （新竹市）                      | 15:58.28              | 卓承齊 （新北市）                      | 16:01.69 | 黃國庭 （花蓮縣）                      | 16:04.80 |
|                              |                                        |                       |                                        |          |                                        |          |
| 50公尺蛙式 （詳細）          | 吳浚鋒 （彰化縣）                      | 29.10 破大會          | 李炫諺 （新竹市）                      | 29.73    | 黃硯歆 （臺南市）                      | 29.83    |
| 100公尺蛙式 （詳細）         | 蔡秉融 （臺中市） 李炫諺 （新竹市）    | 1:03.12 破大會        |                                        |          | 黃硯歆 （臺南市）                      | 1:04.57  |
| 200公尺蛙式 （詳細）         | 蔡秉融 （臺中市）                      | 2:13.61 破大會 破全國 | 李炫諺 （新竹市）                      | 2:15.70  | 蔡皓亘 （彰化縣）                      | 2:19.22  |
|                              |                                        |                       |                                        |          |                                        |          |
| 50公尺仰式 （詳細）          | 袁平 （臺北市）                        | 26.48 破大會 破全國   | 王郁濂 （高雄市）                      | 26.55    | 林士傑 （高雄市）                      | 27.08    |
| 100公尺仰式 （詳細）         | 王郁濂 （高雄市）                      | 57.62                 | 袁平 （臺北市）                        | 57.71    | 林士傑 （高雄市）                      | 57.75    |
| 200公尺仰式 （詳細）         | 林士傑 （高雄市）                      | 2:03.84 破大會        | 楊子賢 （臺北市）                      | 2:07.27  | 楊鈞堯 （臺中市）                      | 2:07.91  |
|                              |                                        |                       |                                        |          |                                        |          |
| 50公尺蝶式 （詳細）          | 許志傑 （新北市）                      | 24.79 破大會 破全國   | 張國基 （臺北市）                      | 25.02    | 袁平 （臺北市）                        | 25.19    |
| 100公尺蝶式 （詳細）         | 許志傑 （新北市）                      | 53.98 破大會          | 朱宸平 （臺中市）                      | 55.39    | 周偉良 （臺中市）                      | 56.02    |
| 200公尺蝶式 （詳細）         | 許志傑 （新北市）                      | 1:59.61 破大會        | 周偉良 （臺中市）                      | 2:03.82  | 宋柏賢 （新北市）                      | 2:04.54  |
|                              |                                        |                       |                                        |          |                                        |          |
| 200公尺混合式 （詳細）       | 許志傑 （新北市）                      | 2:04.13 破大會 破全國 | 黃硯歆 （臺南市）                      | 2:05.45  | 蕭富祐 （高雄市）                      | 2:05.74  |
| 400公尺混合式 （詳細）       | 蕭富祐 （高雄市）                      | 4:27.13               | 許志傑 （新北市）                      | 4:30.33  | 周偉良 （臺中市）                      | 4:30.69  |
|                              |                                        |                       |                                        |          |                                        |          |
| 4×100公尺自由式接力 （詳細） | （高雄市） 郭哲融 安廷耀 曾昱誠 王郁濂 | 3:26.69 破大會        | （臺北市） 謝侑霖 林建良 袁平 張國基   | 3:27.20  | （新北市） 周校永 張柏彥 趙晏熙 許志傑 | 3:32.91  |
| 4×200公尺自由式接力 （詳細） | （高雄市） 安廷耀 曾昱誠 蕭富祐 王郁濂 | 7:37.46 破大會        | （新北市） 張耘豪 溫仁豪 趙晏熙 許志傑 | 7:47.08  | （新竹市） 蔡易霖 許哲毓 李律呈 許哲維 | 7:49.03  |
| 4×100公尺混合式接力 （詳細） | （臺中市） 楊鈞堯 蔡秉融 朱宸平 周偉良 | 3:48.05 破大會        | （新北市） 趙晏熙 許涵棚 許志傑 周校永 | 3:50.00  | （高雄市） 林士傑 劉志誠 潘逸帆 王郁濂 | 3:52.41  |

### 女子
| 項目                         | 金牌                                   | 金牌           | 银牌                                   | 银牌    | 铜牌                                   | 铜牌    |
| 50公尺自由式 （詳細）        | 宋欣憶 （臺北市）                      | 26.27          | 楊金桂 （高雄市）                      | 26.30   | 林洵雯 （彰化縣）                      | 26.68   |
| 100公尺自由式 （詳細）       | 楊金桂 （高雄市）                      | 56.86          | 宋欣憶 （臺北市）                      | 57.00   | 陳品亘 （新北市）                      | 58.74   |
| 200公尺自由式 （詳細）       | 楊金桂 （高雄市）                      | 2:03.10        | 宋欣憶 （臺北市）                      | 2:06.74 | 陳廷 （臺北市）                        | 2:07.84 |
| 400公尺自由式 （詳細）       | 楊金桂 （高雄市）                      | 4:18.63 破大會 | 鄧羽彣 （基隆市）                      | 4:20.33 | 蘇詩涵 （基隆市）                      | 4:25.14 |
| 800公尺自由式 （詳細）       | 鄧羽彣 （基隆市）                      | 8:50.04 破大會 | 楊金桂 （高雄市）                      | 8:58.35 | 蘇詩涵 （基隆市）                      | 8:58.98 |
|                              |                                        |                |                                        |         |                                        |         |
| 50公尺蛙式 （詳細）          | 陳怡娟 （臺北市）                      | 32.37          | 黃玟綺 （臺北市）                      | 32.77   | 陳巧穎 （新竹市）                      | 33.98   |
| 100公尺蛙式 （詳細）         | 陳怡娟 （臺北市）                      | 1:10.50        | 黃玟綺 （臺北市）                      | 1:10.84 | 廖曼汶 （臺中市）                      | 1:11.44 |
| 200公尺蛙式 （詳細）         | 程琬容 （臺北市）                      | 2:33.12        | 陳怡娟 （臺北市）                      | 2:33.66 | 廖曼汶 （臺中市）                      | 2:33.67 |
|                              |                                        |                |                                        |         |                                        |         |
| 50公尺仰式 （詳細）          | 余苡甄 （臺中市）                      | 30.14 破大會   | 徐安 （高雄市）                        | 30.40   | 陳俞蓉 （臺中市）                      | 30.56   |
| 100公尺仰式 （詳細）         | 余苡甄 （臺中市）                      | 1:04.33 破大會 | 徐安 （高雄市）                        | 1:04.43 | 陳廷 （臺北市）                        | 1:05.21 |
| 200公尺仰式 （詳細）         | 陳廷 （臺北市）                        | 2:18.12 破大會 | 徐安 （高雄市）                        | 2:19.19 | 范雅涵 （高雄市）                      | 2:19.24 |
|                              |                                        |                |                                        |         |                                        |         |
| 50公尺蝶式 （詳細）          | 楊金桂 （高雄市）                      | 27.75 破大會   | 余苡甄 （臺中市）                      | 27.93   | 黃筱珊 （臺北市）                      | 28.61   |
| 100公尺蝶式 （詳細）         | 程琬容 （臺北市）                      | 1:00.95        | 楊金桂 （高雄市）                      | 1:01.76 | 丁聖祐 （臺北市）                      | 1:02.90 |
| 200公尺蝶式 （詳細）         | 程琬容 （臺北市）                      | 2:14.45        | 楊金桂 （高雄市）                      | 2:20.24 | 黃詩婷 （桃園縣）                      | 2:20.60 |
|                              |                                        |                |                                        |         |                                        |         |
| 200公尺混合式 （詳細）       | 程琬容 （臺北市）                      | 2:18.30        | 丁聖祐 （臺北市）                      | 2:22.45 | 徐安 （高雄市）                        | 2:25.12 |
| 400公尺混合式 （詳細）       | 程琬容 （臺北市）                      | 4:52.64        | 鄧羽彣 （基隆市）                      | 4:58.82 | 丁聖祐 （臺北市）                      | 5:04.90 |
|                              |                                        |                |                                        |         |                                        |         |
| 4×100公尺自由式接力 （詳細） | （高雄市） 謝欣容 龔珮萱 李羿錞 楊金桂 | 3:54.11 破大會 | （臺北市） 謝至琳 程琬容 丁聖祐 宋欣憶 | 3:54.20 | （臺中市） 陳俞蓉 廖曼汶 林姵彣 余苡甄 | 3:59.51 |
| 4×200公尺自由式接力 （詳細） | （臺北市） 宋欣憶 丁聖祐 陳廷 程琬容   | 8:32.64        | （新北市） 陳品亘 劉家伶 黃得禎 曾婕娟 | 8:38.39 | （高雄市） 李羿錞 謝欣容 徐安 楊金桂   | 8:44.35 |
| 4×100公尺混合式接力 （詳細） | （臺北市） 陳廷 陳怡娟 程琬容 宋欣憶   | 4:15.26 破大會 | （臺中市） 余苡甄 廖曼汶 陳俞蓉 林姵彣 | 4:21.49 | （高雄市） 徐安 許棉芸 楊金桂 龔珮萱   | 4:25.07 |

## 外部連結
- （繁體中文）官方網站